# 笑傲江湖 (1985年電視劇)
《笑傲江湖》是台湾电视公司根據金庸所著的武侠小说《笑傲江湖》改編而拍攝製作的古裝武俠电视剧，全劇共30集，编剧郎忠，导演刘立立，服裝設計孔權開，制作人杨佩佩，1985年首播。

## 演员表
- 梁家仁 饰 令狐冲
- 刘雪华 饰 任盈盈
- 应采灵 饰 岳灵珊
- 刘延方 饰 林平之
- 古铮 饰 岳不群
- 尹宝莲 饰 宁中则
- 乾德门 饰 东方不败
- 苗天 饰 任我行
- 高飞 饰 田伯光
- 荆国忠 饰 左冷禅
- 桑妮 饰 仪琳
- 馬維欣 饰 儀清
- 孫樹芬 飾儀和
- 班铁翔 饰 向问天
- 陈鹰 饰 绿竹翁
- 夏光莉 饰 蓝凤凰
- 张鹏 饰 劳德诺
- 夏威 饰 杨莲亭
- 曹兰 饰 曲非烟
- 秦伟 饰 曲洋
- 龙冠武 饰 刘正风
- 高幸枝 饰 定逸师太
- 鄭孝緯 飾 定閒師太
- 郭昌儒 饰 陆柏
- 彭利章 饰 陆大有
- 张纪平 饰 祖千秋
- 川原 饰 风清扬
- 王国辉 饰 童百熊
- 梁燕民 饰 老头子
- 石台民 饰 黑白子
- 章年生 饰 丹青生
- 吴国良 饰 黄钟公
- 丁仲 饰 秃笔翁
- 胡威 饰 方生大师
- 高明 饰 方证大师
- 虞金宝 饰 黄伯流
- 薛汉 饰 司马大
- 张方霞 饰 平一指
- 曹健 饰 林震南
- 王利 饰 林夫人
- 劉復學 飾 沖虛道長
- 萬重山 飾樂厚
- 王宇 飾 莫大先生
- 高昇 飾 上官雲
- 何偉 飾 賈布